# Jan Košťálek
Jan Košťálek (* 17. Februar 1995 in Prag) ist ein tschechischer Eishockeyspieler, der seit 2025 erneut beim HC Pardubice aus der tschechischen Extraliga unter Vertrag steht.

## Karriere

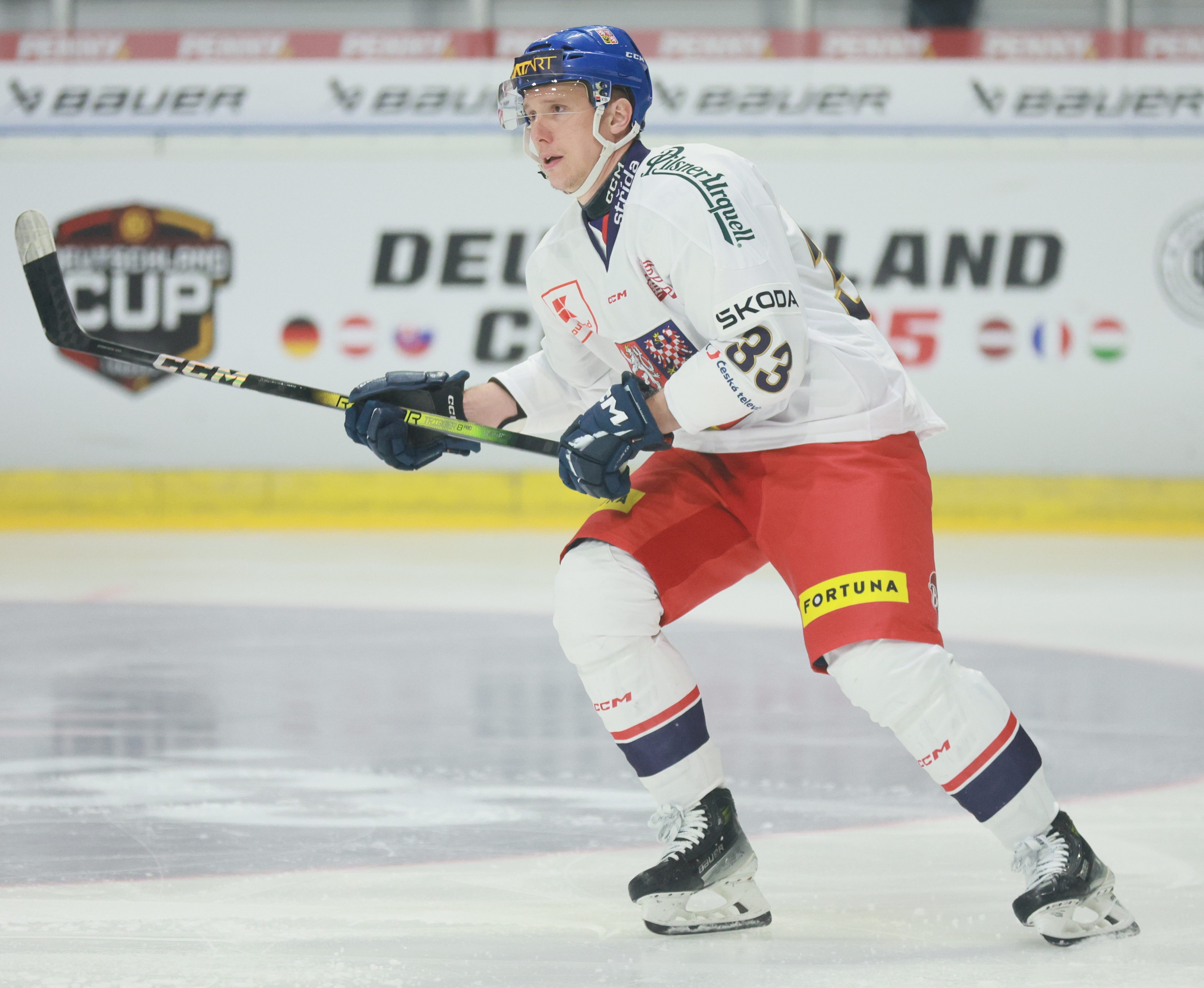
Košťálek im Trikot der tschechischen Nationalmannschaft (2025)

Jan Košťálek erlernte das Eishockeyspielen in seiner Geburtsstadt Prag beim dort ansässigen Traditionsklub HC Sparta Prag, für den er bereits als 16-Jähriger in der heimischen Extraliga debütierte. Im Sommer 2012 wagte der Verteidiger den nächsten Karriereschritt und wechselte nach der Auswahl an Position zehn im CHL Import Draft 2012 nach Nordamerika in die kanadische Juniorenliga Ligue de hockey junior majeur du Québec. Dort lief der Tscheche bis 2015 in 160 Spielen für die Océanic de Rimouski auf. Dabei wurde er 2013 in das Rookie All-Star-Team gewählt und nahm am CHL Top Prospects Game teil. 2015 gewann er mit seinem Klub den Coupe du Président und qualifizierte sich damit für den Memorial Cup 2015. Er selbst trug mit der besten Plus/Minus-Bilanz der Liga zu diesem Erfolg bei. Zudem wurde er als bester defensiver Abwehrspieler mit der Trophée Kevin Lowe und als Verteidiger des Jahres mit der Trophée Émile Bouchard ausgezeichnet. Zwischenzeitlich war er beim KHL Junior Draft 2012 in der vierten Runde an Position 132 vom HC Lev Prag und beim NHL Entry Draft 2013 ebenfalls in der vierten Runde an 112. Stelle von den Winnipeg Jets ausgewählt worden.
Zur Spielzeit 2015/16 wechselte Košťálek in die Organisation der Jets und spielte drei Jahre für  deren Farmteam Manitoba Moose in der American Hockey League. In der Saison 2017/18 spielte er zudem achtmal für die Jacksonville Icemen in der ECHL. Anschließend kehrte er zu Sparta Prag in die Heimat zurück. 2021 wechselte er zum Ligakonkurrenten HC Pardubice, für den er seither (mit Ausnahme der Saison 2024/25, als er an den HC Vítkovice verliehen war) spielt.

### International
Für sein Heimatland stand Košťálek im Juniorenbereich bei den U18-Weltmeisterschaften 2012 und 2013 sowie den U20-Weltmeisterschaften 2014 und 2015 für die tschechischen Juniorennationalmannschaften auf dem Eis.
Sein Debüt in der A-Nationalmannschaft gab der Verteidiger in der Saison 2016/17. Bis zur Nominierung für ein großes internationales Turnier dauerte es allerdings bis ins Jahr 2023 hinein, als er seine Landesfarben bei der Weltmeisterschaft 2023 in Finnland und Lettland vertrat.

## Erfolge und Auszeichnungen
| - 2013 Teilnahme am CHL Top Prospects Game - 2013 LHJMQ All-Rookie Team - 2015 Coupe-du-Président-Gewinn mit den Océanic de Rimouski - 2015 Beste Plus/Minus-Bilanz der LHJMQ | - 2015 Trophée Kevin Lowe - 2015 Trophée Émile Bouchard - 2015 LHJMQ First All-Star Team |

## Statistik
(Stand: Ende der Spielzeit 2024/25)